# Mignonnette
Pour les articles homonymes, voir Mignonnette (homonymie).

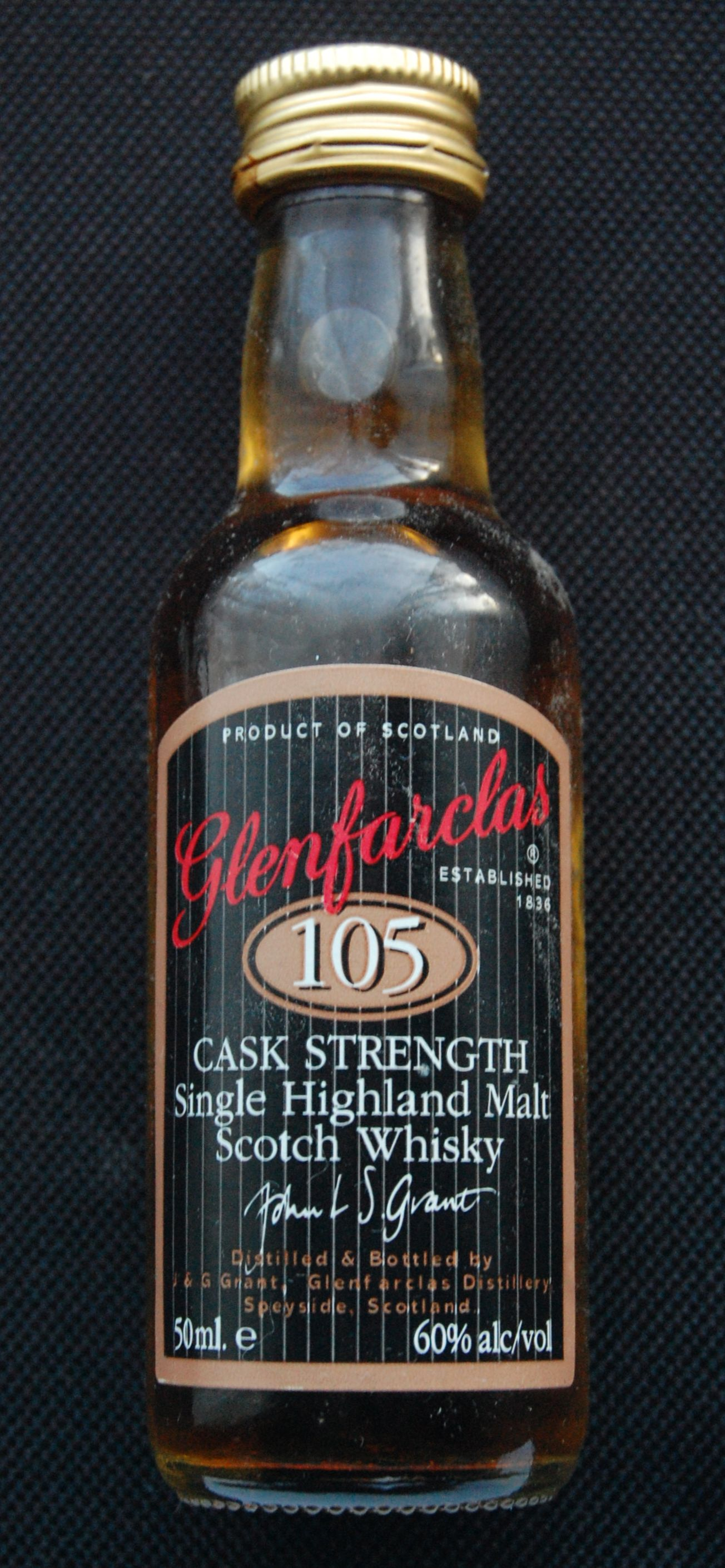
Mignonnette (5 cl) du whisky "Glenfarclas 105 brut de fût", (60° TAV). Cette bouteille toise 115 mm pour un diamètre de 33 mm.

La mignonnette est une petite bouteille publicitaire en verre ou en céramique contenant entre 2 et 9 cl d'alcool. Les collectionneurs de mignonnettes se nomment buticulamicrophiles. 

## Histoire
À la fin du XIXe siècle, avec l’apparition des premières distilleries industrielles, les grandes marques de whiskys, calvados, cognacs, liqueurs, portos, d’apéritifs, pastis, rhums, etc., produisent des mini-bouteilles que les représentants de commerce offrent aux clients ; même forme, même étiquette, même couleur que leurs grandes sœurs, elles diffèrent uniquement par leur contenance.
Cette pratique de promotion débute à la même époque dans tous les pays à forte production d’alcool ; la mignonnette se répand très vite. Peu à peu, elle conquiert le consommateur particulier qui en dispose dans les avions, les hôtels, les trains, les boutiques sortant ainsi de son rôle d’objet de promotion pour devenir un objet de consommation, voire de cadeau. Et déjà un objet de collection.
L’apogée des mignonnettes se situe autour des années 1950-1970 où chaque marque, fabricant, revendeur, distillerie diffuse les siennes. Les bières, les sodas, les jus de fruits, les huiles d'olive, s’y mettent également.
Certaines deviennent alors des œuvres d’art. À partir des années 1970, elles vont surtout être prisées par les collectionneurs, de plus en plus nombreux car le choix est immense. Devant l’engouement, les prix des mignonnettes vont grimper, l’offre diminuer jusqu’à devenir pour certaines des pièces de collection.
On peut observer l’évolution et même situer l’âge d’une mignonnette en observant les étiquettes. Au fil du temps, elles ont dû afficher des mentions légales, comme la contenance, le pourcentage d’alcool. On l’observe également par la fermeture des mignonnettes. D’abord en liège, elle va se faire en plomb, étain, aluminium, bakélite, puis par bouchon à vis.

## Caractères stylistiques
Les mignonnettes se comptent par dizaines de milliers : plus de 11 000 whiskies différents, 5 000 gin, 4 000 vodka, 3 000 Porto, 3 000 Cognac, 3 000 rhums toutes marques confondues. Quant aux mignonnettes de liqueur et d'eau de vie, elles doivent se chiffrer par dizaine de milliers.

Les sports, les moyens de locomotion, les animaux (oiseaux, mammifères, insectes), les objets, les personnages, les monuments sont des thèmes courants.

En France, des manufactures comme Revol à Saint-Uze ou Denbac à Vierzon, vont produire de multiples modèles de mignonnettes céramiques aux formes variées pour des distilleries comme Ravel (Liqueurs de Saint-Galmier). Des céramistes comme François Labbé signeront certaines de ces créations.

## Marché
On[Qui ?] trouve des mignonnettes à partir de un euro. Le prix moyen se situe à cinq euros pour une mignonnette courante de cognac, d’armagnac ou de whisky. Pour les mignonnettes rares, principalement en céramique, les prix peuvent exceptionnellement atteindre plusieurs centaines d’euros.
L’ancienneté et le niveau de liquide à l’intérieur constituent principalement la valeur d’une mignonnette. La fraîcheur du flacon est également importante, avec des étiquettes en parfait état. Les bouchons qui sont souvent en annexe dans le coffret ou attachés au col par un frêle ruban doivent être aussi présents.
 A contrario, les étiquettes sales, déchirées ou délavées par le Soleil contribuent à la décote. Sur les matières autres que le verre, les fissures ou les flacons ébréchés enlèvent de la valeur à l’objet. Il en est de même pour les mignonnettes ouvertes ou vides. Dans ce cas, leur valeur est nulle.
Les mignonnettes peuvent être vierges de toute inscription ou être signées du liquoriste, du céramiste ou des deux. Les signatures peuvent être manuscrites ou se présenter sous forme de tampons, gravures, sigles. Les plus grands artisans créent des séries limitées de prestige dans les verres les plus luxueux comme le cristal de Baccarat, le verre de Murano, la porcelaine de Limoges[réf. nécessaire].